# Checker Tobi und das Geheimnis unseres Planeten
Checker Tobi und das Geheimnis unseres Planeten ist ein deutscher Dokumentarfilm aus dem Jahr 2019, der die Bedeutung des Wassers für das Leben auf der Erde herausstellt.

## Handlung
Checker Tobi findet im Meer eine Flaschenpost, die ein mehrteiliges Rätsel enthält: „Blicke ins Herz der Erde, wecke den Bären mit acht Beinen, lies im Gedächtnis der Welt, sammle den wertvollsten Schatz Indiens, und du wirst das Geheimnis unseres Planeten lüften.“
Zur Lösung der vier Rätselteile, mit denen er zunächst überhaupt nichts anfangen kann, unternimmt er vier Reisen:
- Auf einer Insel Vanuatus steigt er auf einen Vulkan, blickt in die Glut im Krater (das „Herz der Erde“) und erfährt, dass die Erde ein lebensfeindlicher Feuerball war, bevor es Wasser gab, und dass das Wasser möglicherweise sogar von Vulkanen aus dem Erdinneren an die Oberfläche gebracht wurde.
- Bei einem Tauchgang vor Tasmanien bekommt er (achtbeinige) Bärtierchen gezeigt. Ein Bärtierchen, das in Kryptobiose ausgetrocknet und leblos ist, wird durch einen Tropfen Wasser zum Leben erweckt.
- In einer Forschungsstation in Grönland sieht er Eisbohrkerne, deren Material aus Schnee entstanden ist, der vor Tausenden von Jahren gefallen ist. Aus den darin eingeschlossenen Luftblasen lassen sich Rückschlüsse auf die Geschichte unseres Planeten ziehen – das „Gedächtnis der Welt“.
- In Mumbai erfährt er, dass die Wasserversorgung der Millionen Einwohner dieser Stadt einzig vom Monsunregen abhängt, auf den alle sehnlichst warten. Der Regen ist damit wertvoller als alle anderen Schätze. Als er einsetzt, tanzen die Kinder vor Freude auf der Straße.

Tobi erkennt, dass alle vier Teile seines Rätsels mit Wasser zu tun haben – Wasser ist das Geheimnis unseres Planeten, denn ohne Wasser ist kein Leben möglich.

## Rezeption

### Einspielergebnisse
Der Film spielte 2019 an den deutschen Kinokassen von 549.633 Besuchern 2.927.445 Euro ein.

## Fortsetzung
Im Oktober 2023 erschien mit Checker Tobi und die Reise zu den fliegenden Flüssen eine Fortsetzung des Filmes.